# 基安凯
基安凯（義大利語：Chianche）是意大利阿韦利诺省的一个市镇。总面积6.81平方公里，人口578人，人口密度84.9人/平方公里（2009年）。ISTAT代码为064027。